# Teuerungsrevolte
Die Teuerungsrevolte, auch Teuerungs- oder Septemberunruhen genannt, waren Ausschreitungen nach einer Arbeiterdemonstration und deren gewaltsame Niederschlagung in Wien am 17. September 1911. Zum ersten Mal nach dem Oktoberaufstand 1848 wurde in Wien wieder das Feuer auf Demonstranten eröffnet.

Teuerungsrevolte 1911: Polizei bezieht vor einem Lebensmittelgeschäft Stellung

## Vorgeschichte
Durch Trockenheit bedingte Missernten in Österreich-Ungarn und hohe Weltmarktpreise für Lebensmittel hatten 1909/10 zu Preissteigerungen für Brot und andere Nahrungsmittel geführt. Der Mehlpreis hatte sich fast verdoppelt und Fleisch war für Arbeiter fast unerschwinglich geworden. Auch die desolate Wohnungssituation war durch steigende Mieten noch verschärft worden. Der traditionelle Arbeiterbezirk Ottakring, das Zentrum der Proteste während der Teuerungsrevolte, wies einen besonders hohen Anteil an teilweise überbelegten Substandardwohnungen auf.

## Demonstration und Unruhen

Titelblatt der Neuen Zeitung vom 19. September 1911

Am Sonntag, den 17. September 1911 kam es auf dem Wiener Rathausplatz zu einer Demonstration gegen die Teuerung. Die Sozialdemokratische Arbeiterpartei hatte dazu aufgerufen, wegen der für Arbeiter existenzbedrohenden Preisanstiege.
Neben der Polizei waren eine Division Dragoner, Ulanen und Husaren sowie mehrere Bataillone ungarische und bosniakische Infanterie in der Innenstadt zusammengezogen worden.
Laut Polizeibericht folgten 36.000, laut Veranstaltern 100.000 Teilnehmer den Reden der Politiker Franz Schuhmeier und Albert Sever sowie von Delegierten aus Italien und Böhmen. Als sich die friedliche Demonstration auflöste, fiel angeblich vom Palais Epstein her, damals Sitz des Verwaltungsgerichtshofes, ein Schuss. Wer der Schütze war, konnte nie geklärt werden. Auch ein aus der Menge abgegebener Schuss gilt heute als möglicher Auslöser. Als aus der Menge Steinwürfe gegen das Palais und das Rathaus fielen, gingen unzählige Fenster zu Bruch. Polizei und Militär, darunter auch die Deutschmeister, rückten daraufhin gegen die Demonstranten vor und drängten sie Richtung Neubau und Mariahilf. Der harte Kern der Demonstranten zog sich in den Arbeiterbezirk Ottakring zurück. Dort errichteten die Demonstranten Barrikaden und demolierten Amtsgebäude. Es kam zu Plünderungen.
Albert Sever schilderte das weitere Geschehen am 13. September 1931 in der Arbeiter-Zeitung: 

„Die Gablenzgasse heraus werden die Genossen verfolgt, die Umgebung des Arbeiterheims ist voll vom Militär. Zur Verstärkung wurde aus der Radetzkykaserne eine Kompanie des polnischen Militärregiments Nr. 24 herangezogen. … Eben als die Kompanie des Infanterieregiments Nr. 24 gegen das Arbeiterheim heranrückte, ging der Genosse Otto Prötzenberger [sic] über den unverbauten Platz gegenüber dem Arbeiterheim. Er wurde von den Soldaten erreicht, ein Bajonettstich brachte ihn zum Wanken. Er sank in die Knie, raffte sich aber dann noch auf und lief in das Kaffeehaus des Arbeiterheims. Hier stürzte er am Kassiertisch zusammen. In wenigen Minuten war er tot. …
Der nächste Blutzeuge war der Genosse Franz Joachimsthaler, der einen Bauchschuss erhielt und gleichfalls ins Sophienspital gebracht wurde. Drei Tage später ist er gestorben. … Ganz unbeteiligt kam Franz Wögerbauer zu einem Säbelhieb. Er kam aus dem Gasthof Lederer in der Herbststraße, als eine Kavalleriepatrouille über die Straße sprengte und ihm einer der Reiter, die blind um sich schlugen, mit einem Hieb den Kopf spaltete. Nach furchtbaren Qualen ist er acht Tage später gestorben.“

Otto Bauer kommentierte die Ereignisse kurz darauf so: 

„Zum ersten Mal seit dem Oktobertag 1848, an dem die Truppen Windischgrätz' die Hauptstadt dem Kaiser wiedererobert haben, ist in Wien auf das Volk geschossen worden. Was selbst in den gewaltigsten Stürmen des Wahlrechtskampfes nicht geschehen ist, hat sich am 17. September 1911 in Wien ereignet. In ganzen Stadtvierteln blieb kein Haus, kein Fenster, keine Laterne unversehrt. In dem Proletarierviertel Ottakring wurden Schulgebäude und Straßenbahnwagen in Brand gesetzt. Barrikaden wurden gebaut, die Truppen schossen auf das Volk, und im Rücken der wild erregten Menge plünderte das Lumpenpoletariat die Geschäftsläden.“

Über Ottakring wurde der Ausnahmezustand verhängt. Die Demonstrationen und Straßenkämpfe dauerten bis 22:00 Uhr an, als Polizei und Militär den Bezirk schließlich besetzten und abriegelten.

## Prozesse
Außer den vier toten Arbeitern Otto Brötzenberger, Franz Joachimsthaler, Leopold Lechner und Franz Wögerbauer gab es 149 Verletzte, mehr als 488 Personen wurden verhaftet und 283 zu schwerem Kerker verurteilt. Die Verhandlungen begannen schon zwei Tage nach der Revolte und wurden binnen kurzer Zeit mit der Verurteilung aller Angeklagten abgeschlossen. Justizminister Viktor von Hochenburger hatte dafür die Schwurgerichte, die eigentlich für „politische Verbrechen“ zuständig waren, ausgeschaltet und die Staatsanwälte angewiesen, hohe Strafanträge zu stellen.

## Nachwirkung

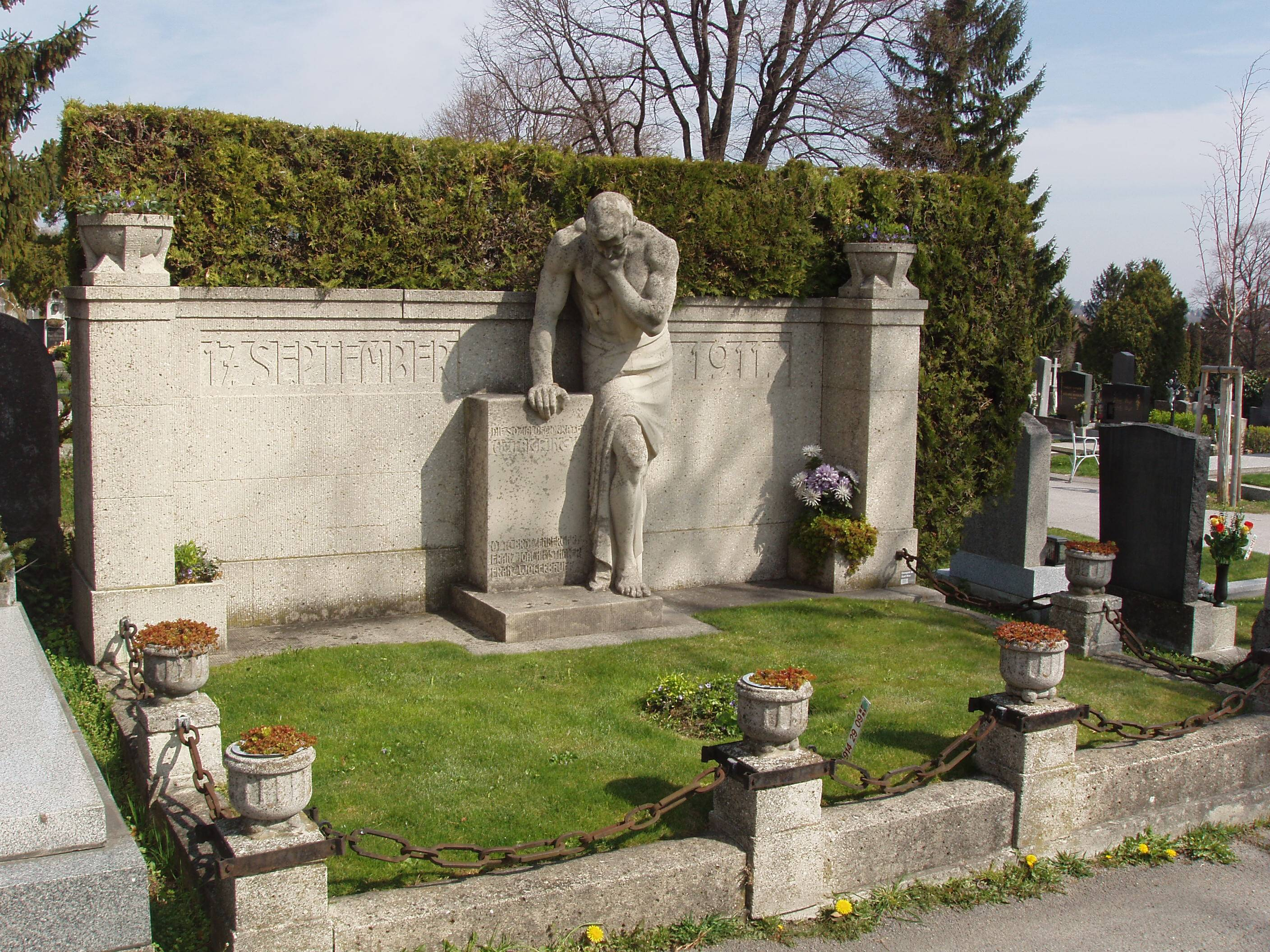
Denkmal für die Opfer der Teuerungsrevolte am Ottakringer Friedhof

In der Hungerrevolte in Ottakring ging es nicht nur um Nahrungsmangel, sondern es artikulierte sich ein „erstes breites Aufbegehren marginalisierter vorstädtischer Massen“.
Am 5. Oktober 1911 gab es ein parlamentarisches Nachspiel im Wiener Reichsrat. Gerade als Victor Adler unter dem Tagesordnungspunkt „Teuerungsrevolte“ Hochenburger für die Eskalation der Ereignisse verantwortlich machte, fielen aus der Besuchergalerie Schüsse Richtung Regierungsbank, die Hochenburger und den späteren Ministerpräsident Karl Stürgkh verfehlten. Der Schütze, der 20-jährige arbeitslose Tischlergeselle Nikola Njegos, wurde überwältigt und zu sieben Jahren Gefängnis verurteilt. Er starb während der Haft. Ministerpräsident Paul Gautsch trat wegen der Unruhen zurück und wurde von Stürgkh abgelöst.
Am Ottakringer Friedhof erinnert ein von den Sozialdemokraten gestiftetes Denkmal an die Opfer der Teuerungsrevolte. 1928 wurde der Platz vor dem Wilhelminenspital nach dem Schlossergehilfen Franz Joachimsthaler Joachimsthalerplatz benannt.